# Katrina Johnson
Pour les articles homonymes, voir Johnson.
Katrina Ann Johnson est une actrice américaine, née le 27 avril 1982 à San Diego.

## Biographie

### Enfance et formation
Elle naît à San Diego, en Californie.

### Carrière
De 1994 à 1997, elle joue dans la série de sketchs All That de Nickelodeon. Dans le cadre du casting original de la série, elle joue des personnages tels que Lemonade Scammer. Elle fait également des impressions de Roseanne Barr et Ross Perot dans de nombreux épisodes. Johnson revient pour le 100e épisode, avec ses collègues de All That : Angelique Bates, Lori Beth Denberg et Alisa Reyes. Elle revient également dans la série pour le spécial All That 10th Anniversary. Elle retrouve plusieurs anciens membres de la distribution sur All That à la Comikaze Expo de 2011.
Pendant son passage dans All That, Katrina Ann Johnson joue également du stand-up à la Laugh Factory de Los Angeles.
À partir de 2014, Johnson vit à Las Vegas où elle anime une émission de radio en ligne, Guilty Pleasures ' Uncensored Radio,, bien que l'émission est interrompue en 2015. Uncensored Radio redémarre sous forme de podcast en 2020, co-animée avec l'actrice Karen Ashley.
K. A. Johnson reprend sa carrière d'actrice en apparaissant dans le film Black Creek, sorti en 2024.
Elle apparaît dans la série documentaire Quiet on Set: The Dark Side of Kids TV de 2024, puis dans une interview avec Fox 5 Atlanta. Elle mentionne qu'elle n'a reçu aucun traitement dur de la part de Dan Schneider, contrairement à certains des autres acteurs présentés dans le documentaire. Mais elle exprime sa déception de ne pas avoir reçu le spectacle qu'on lui avait promis, surtout lorsqu'on lui a dit qu'elle était « trop grosse ».

## Filmographie
Sauf indication contraire, les informations mentionnées dans cette section peuvent être confirmées par la base de données cinématographiques IMDb,  présente dans la section « Liens externes ».
- De 1994 à 1997 et 1999 : Tout ça : nombreux rôles
- 2005 : All That 10th Anniversary Reunion Special : elle-même
- 2006 : Sisters (non-crédité)
- 2009 : She's a fox : élève
- 2024 : Quiet on Set: The Dark Side of Kids TV : elle-même
- 2024 : Black Creek : Fille du saloon #2